# Causse-de-la-Selle
Causse-de-la-Selle [ko.sə də la sɛlə] (en occitan Lo Causse de la Cèla [lu ˈkaw.se de la 'sɛ.lo̞]) est une commune française située dans le nord-est du département de l'Hérault, en région Occitanie.
Exposée à un climat méditerranéen, elle est drainée par l'Hérault, la Buèges, le Lamalou, le ruisseau de la Combe du Bouys et par deux autres cours d'eau. La commune possède un patrimoine naturel remarquable : deux sites Natura 2000 (les « gorges de l'Hérault » et les « hautes garrigues du Montpelliérais »), un espace protégé (les « gorges de l'Hérault ») et quatre zones naturelles d'intérêt écologique, faunistique et floristique.
Causse-de-la-Selle est une commune rurale qui compte 443 habitants en 2022, après avoir connu une forte hausse de la population depuis 1968.  Elle fait partie de l'aire d'attraction de Montpellier.
Ses habitants sont appelés les Caussenards et Caussenardes.

## Géographie

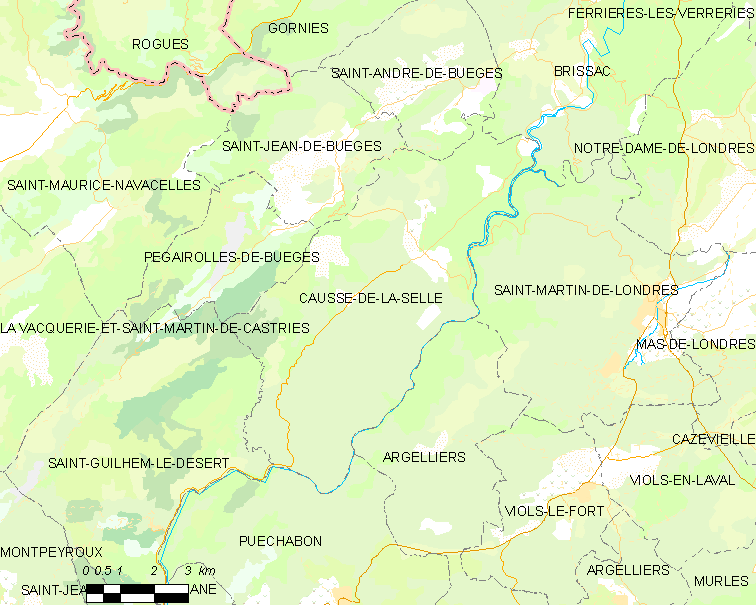
Carte

Le fleuve Hérault délimite l'est et le sud de la commune.

### Communes limitrophes
| Saint-Jean-de-Buèges    | Saint-André-de-Buèges | Brissac                 |
| Pégairolles-de-Buèges   | Causse-de-la-Selle    | Saint-Martin-de-Londres |
| Saint-Guilhem-le-Désert | Puéchabon             | Argelliers              |

### Climat
Pour des articles plus généraux, voir Climat de l'Occitanie et Climat de l'Hérault.
En 2010, le climat de la commune est de type climat méditerranéen franc, selon une étude s'appuyant sur une série de données couvrant la période 1971-2000. En 2020, Météo-France publie une typologie des climats de la France métropolitaine dans laquelle la commune est exposée à un climat méditerranéen et est dans la région climatique  Provence, Languedoc-Roussillon, caractérisée par une pluviométrie faible en été, un très bon ensoleillement (2 600 h/an), un été chaud (21,5 °C), un air très sec en été, sec en toutes saisons, des vents forts (fréquence de 40 à 50 % de vents > 5 m/s) et peu de brouillards.
Pour la période 1971-2000, la température annuelle moyenne est de 13,3 °C, avec une amplitude thermique annuelle de 16,7 °C. Le cumul annuel moyen de précipitations est de 1 064 mm, avec 7,5 jours de précipitations en janvier et 3,2 jours en juillet. Pour la période 1991-2020, la température moyenne annuelle observée sur la station météorologique la plus proche, située sur la commune de Saint-Martin-de-Londres à 7 km à vol d'oiseau, est de 13,8 °C et le cumul annuel moyen de précipitations est de 1 087,5 mm,. Pour l'avenir, les paramètres climatiques de la commune estimés pour 2050 selon différents scénarios d'émission de gaz à effet de serre sont consultables sur un site dédié publié par Météo-France en novembre 2022.

### Milieux naturels et biodiversité

#### Espaces protégés
La protection réglementaire est le mode d’intervention le plus fort pour préserver des espaces naturels remarquables et leur biodiversité associée,.
Un  espace protégé est présent sur la commune : 
les « gorges de l'Hérault », objet d'un arrêté de protection de biotope, d'une superficie de 451,2 ha.

#### Réseau Natura 2000

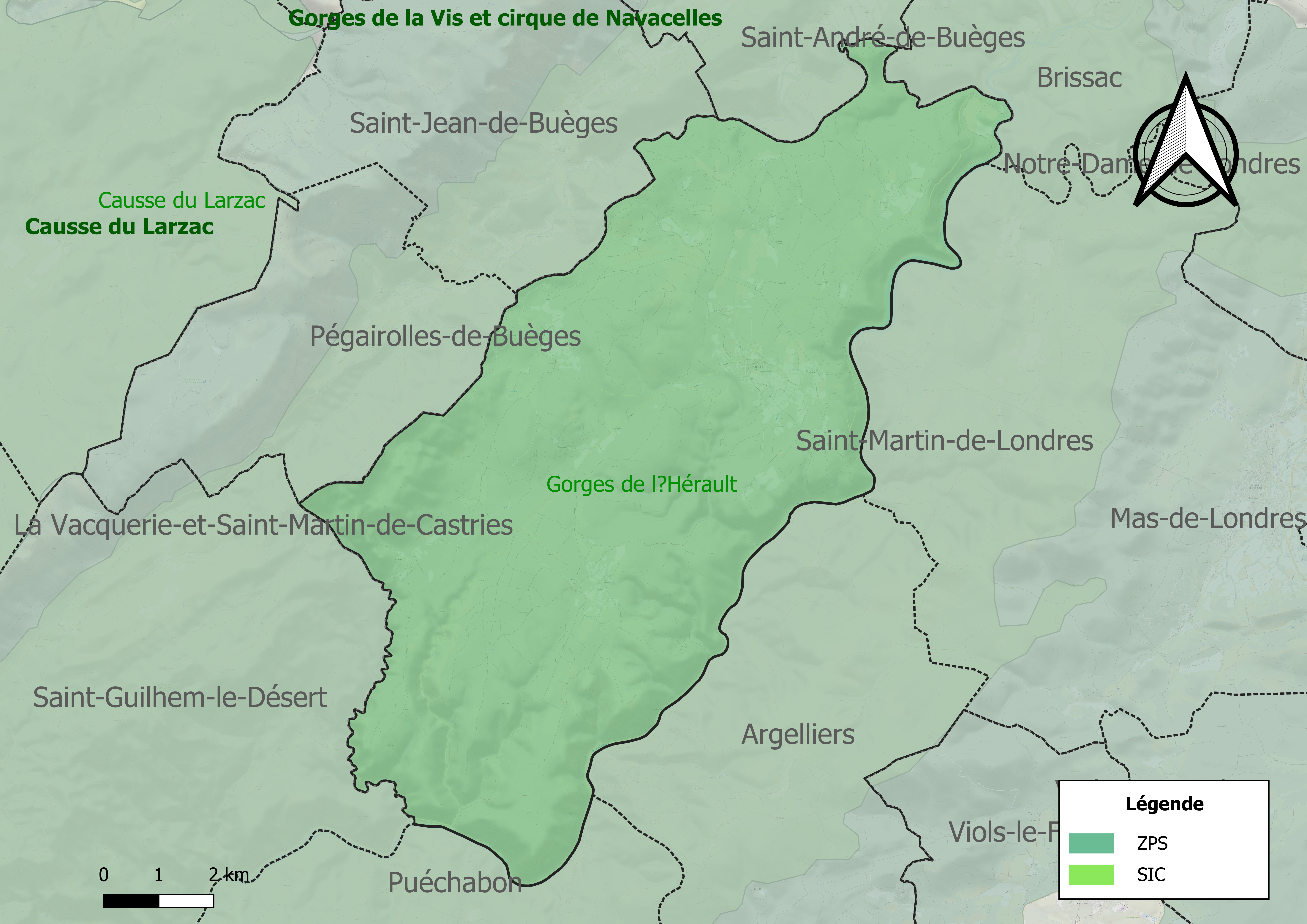
Site Natura 2000 sur le territoire communal.

Le réseau Natura 2000 est un réseau écologique européen de sites naturels d'intérêt écologique élaboré à partir des directives habitats et oiseaux, constitué de zones spéciales de conservation (ZSC) et de zones de protection spéciale (ZPS).
Un site Natura 2000 a été défini sur la commune au titre de la directive habitats :
- les « gorges de l'Hérault », d'une superficie de 21 736 ha, entaillent un massif calcaire vierge de grandes infrastructures dont les habitats forestiers (forêt de Pins de Salzman et chênaie verte) et rupicoles sont bien conservés. La pinède de Pins de Salzmann de Saint-Guilhem-le-Désert est une souche pure et classée comme porte-graines par les services forestiers. Il s'agit d'une forêt développée sur des roches dolomitiques[12]

et un au titre de la directive oiseaux : 
- les « hautes garrigues du Montpelliérais », d'une superficie de 45 444 ha, abritant trois couples d'Aigles de Bonelli, soit 30 % des effectifs régionaux[13].

#### Zones naturelles d'intérêt écologique, faunistique et floristique
L’inventaire des zones naturelles d'intérêt écologique, faunistique et floristique (ZNIEFF) a pour objectif de réaliser une couverture des zones les plus intéressantes sur le plan écologique, essentiellement dans la perspective d’améliorer la connaissance du patrimoine naturel national et de fournir aux différents décideurs un outil d’aide à la prise en compte de l’environnement dans l’aménagement du territoire.
Trois ZNIEFF de type 1 sont recensées sur la commune :
- les « gorges de l'Hérault au bois de Fontanilles » (1 805 ha), couvrant 4 communes du département[15] ;
- le « massif du Roc de la Vigne et plaine de Lacan » (1 314 ha), couvrant 3 communes du département[16],
- la « rivière de l' Hérault de Saint-Bauzille-de-Putois à l'embouchure du Lamalou » (163 ha), couvrant 4 communes du département[17] ;

et une ZNIEFF de type 2, : 
le « massif des gorges de l'Hérault et de la Buège » (21 342 ha), couvrant 17 communes du département.

Carte des ZNIEFF de type 1 et 2 à Causse-de-la-Selle.
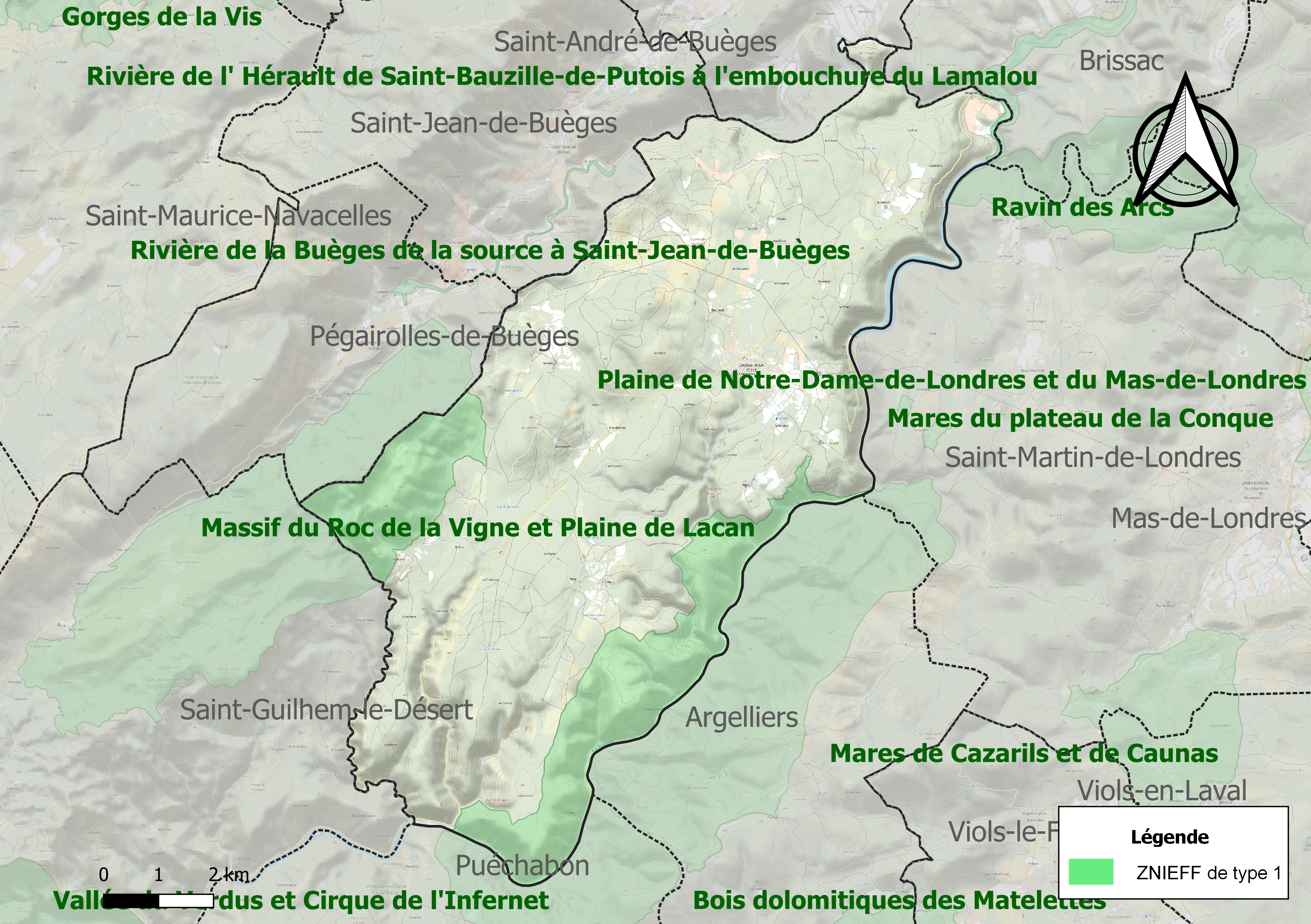
Carte des ZNIEFF de type 1 sur la commune.
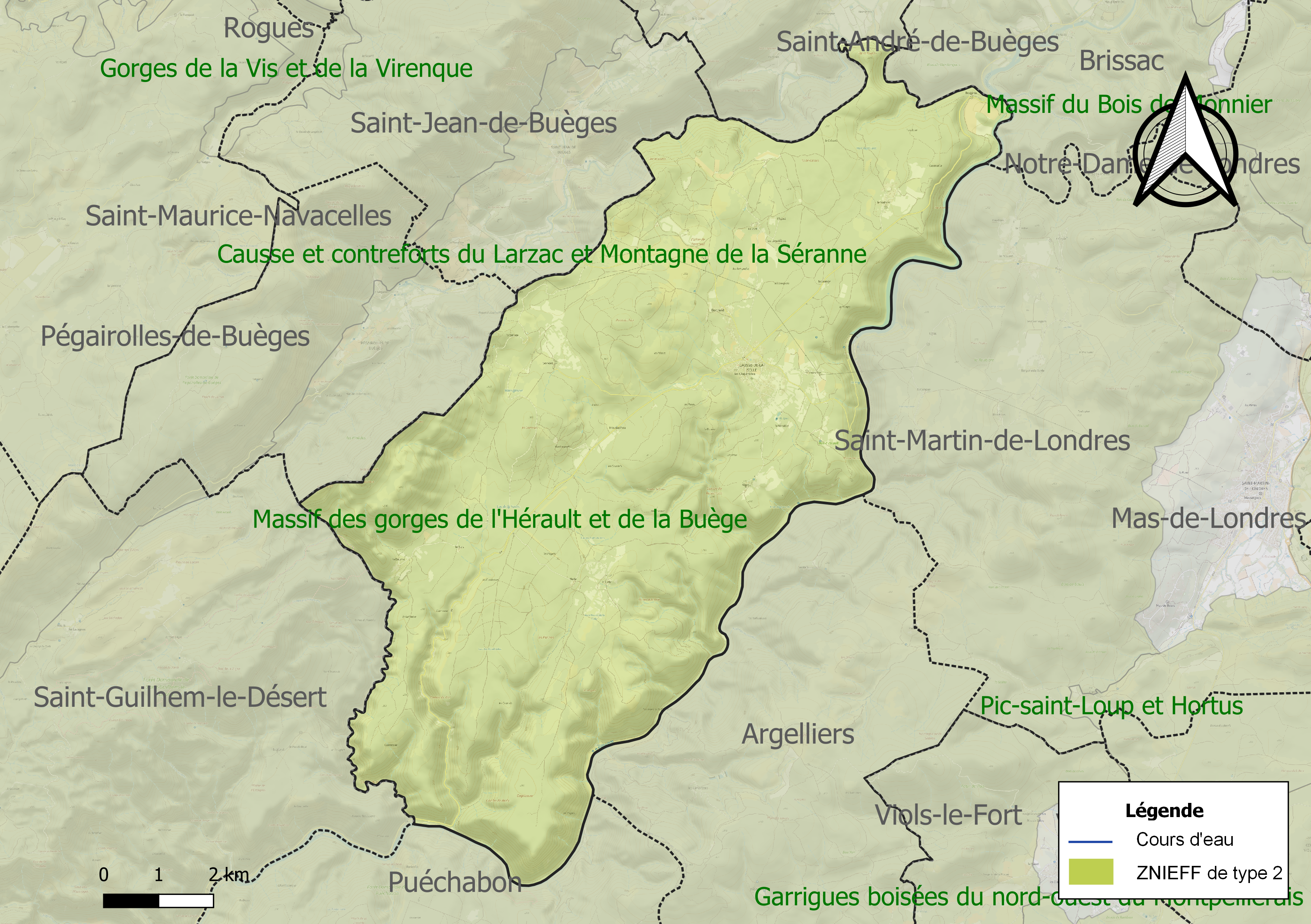
Carte de la ZNIEFF de type 2 sur la commune.

## Urbanisme

### Typologie
Au 1er janvier 2024, Causse-de-la-Selle est catégorisée commune rurale à habitat dispersé, selon la nouvelle grille communale de densité à sept niveaux définie par l'Insee en 2022.
Elle est située hors unité urbaine. Par ailleurs la commune fait partie de l'aire d'attraction de Montpellier, dont elle est une commune de la couronne,. Cette aire, qui regroupe 161 communes, est catégorisée dans les aires de 700 000 habitants ou plus (hors Paris),.

### Occupation des sols
L'occupation des sols de la commune, telle qu'elle ressort de la base de données européenne d’occupation biophysique des sols Corine Land Cover (CLC), est marquée par l'importance des forêts et milieux semi-naturels (92 % en 2018), une proportion sensiblement équivalente à celle de 1990 (92,2 %). La répartition détaillée en 2018 est la suivante : 
milieux à végétation arbustive et/ou herbacée (47,8 %), forêts (44,2 %), zones agricoles hétérogènes (6,2 %), zones urbanisées (1 %), cultures permanentes (0,9 %). L'évolution de l’occupation des sols de la commune et de ses infrastructures peut être observée sur les différentes représentations cartographiques du territoire : la carte de Cassini (XVIIIe siècle), la carte d'état-major (1820-1866) et les cartes ou photos aériennes de l'IGN pour la période actuelle (1950 à aujourd'hui).

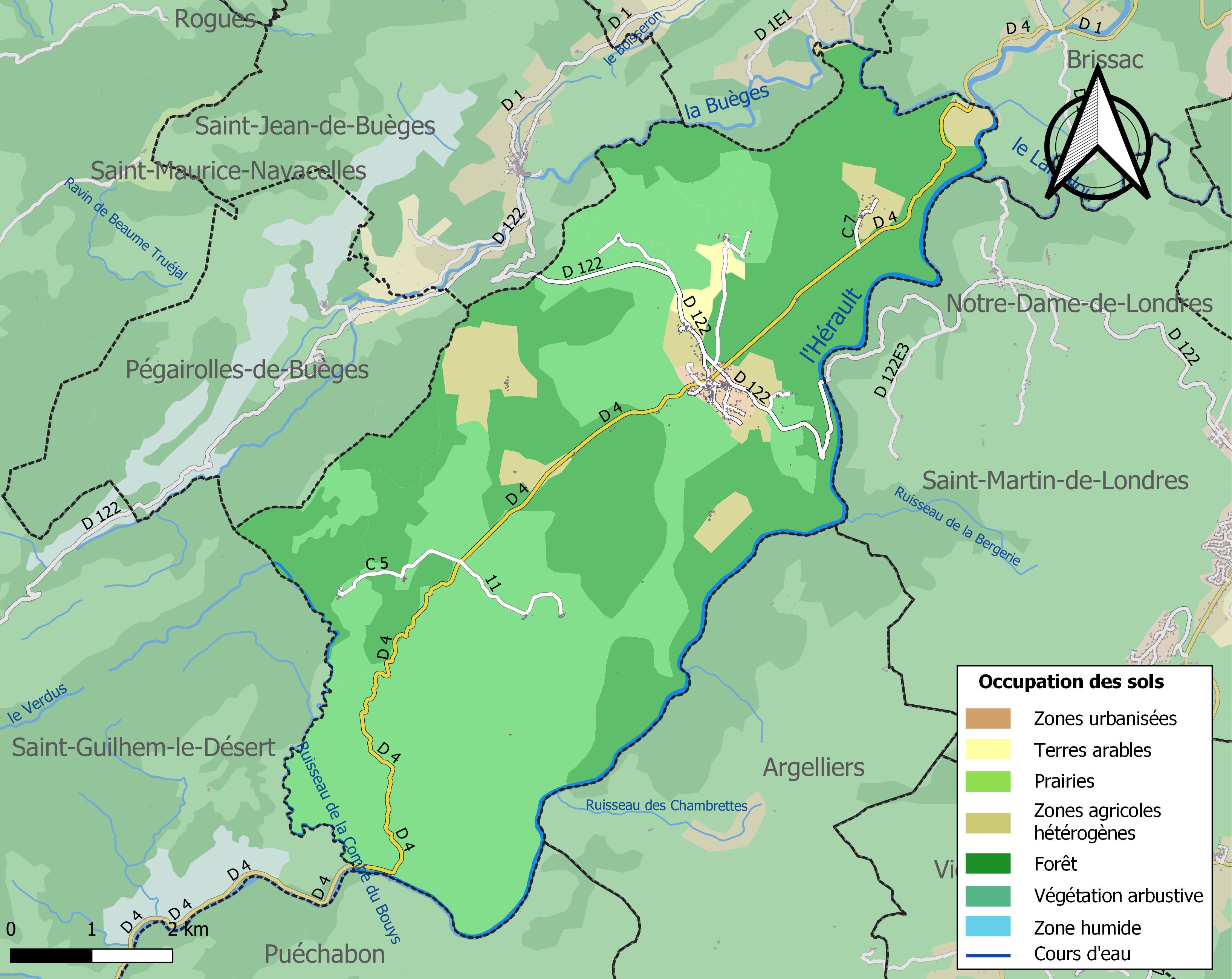
Carte des infrastructures et de l'occupation des sols de la commune en 2018 (CLC).

### Risques majeurs
Le territoire de la commune de Causse-de-la-Selle est vulnérable à différents aléas naturels : météorologiques (tempête, orage, neige, grand froid, canicule ou sécheresse), inondations, feux de forêts et séisme (sismicité faible). Il est également exposé à un risque particulier : le risque de radon. Un site publié par le BRGM permet d'évaluer simplement et rapidement les risques d'un bien localisé soit par son adresse soit par le numéro de sa parcelle.

#### Risques naturels
Certaines parties du territoire communal sont susceptibles d’être affectées par le risque d’inondation par débordement de cours d'eau, notamment l'Hérault, la Buèges et le Lamalou. La commune a été reconnue en état de catastrophe naturelle au titre des dommages causés par les inondations et coulées de boue survenues en 1982, 1994, 1995, 1997, 2011, 2014 et 2015,.
Causse-de-la-Selle est exposée au risque de feu de forêt. Un plan départemental de protection des forêts contre les incendies (PDPFCI) a été approuvé en juin 2013 et court jusqu'en 2022, où il doit être renouvelé. Les mesures individuelles de prévention contre les incendies sont précisées par deux arrêtés préfectoraux et s’appliquent dans les zones exposées aux incendies de forêt et à moins de 200 mètres de celles-ci. L’arrêté du 25 avril 2002 réglemente l'emploi du feu en interdisant notamment d’apporter du feu, de fumer et de jeter des mégots de cigarette dans les espaces sensibles et sur les voies qui les traversent sous peine de sanctions. L'arrêté du 11 mars 2013 rend le débroussaillement obligatoire, incombant au propriétaire ou ayant droit,.

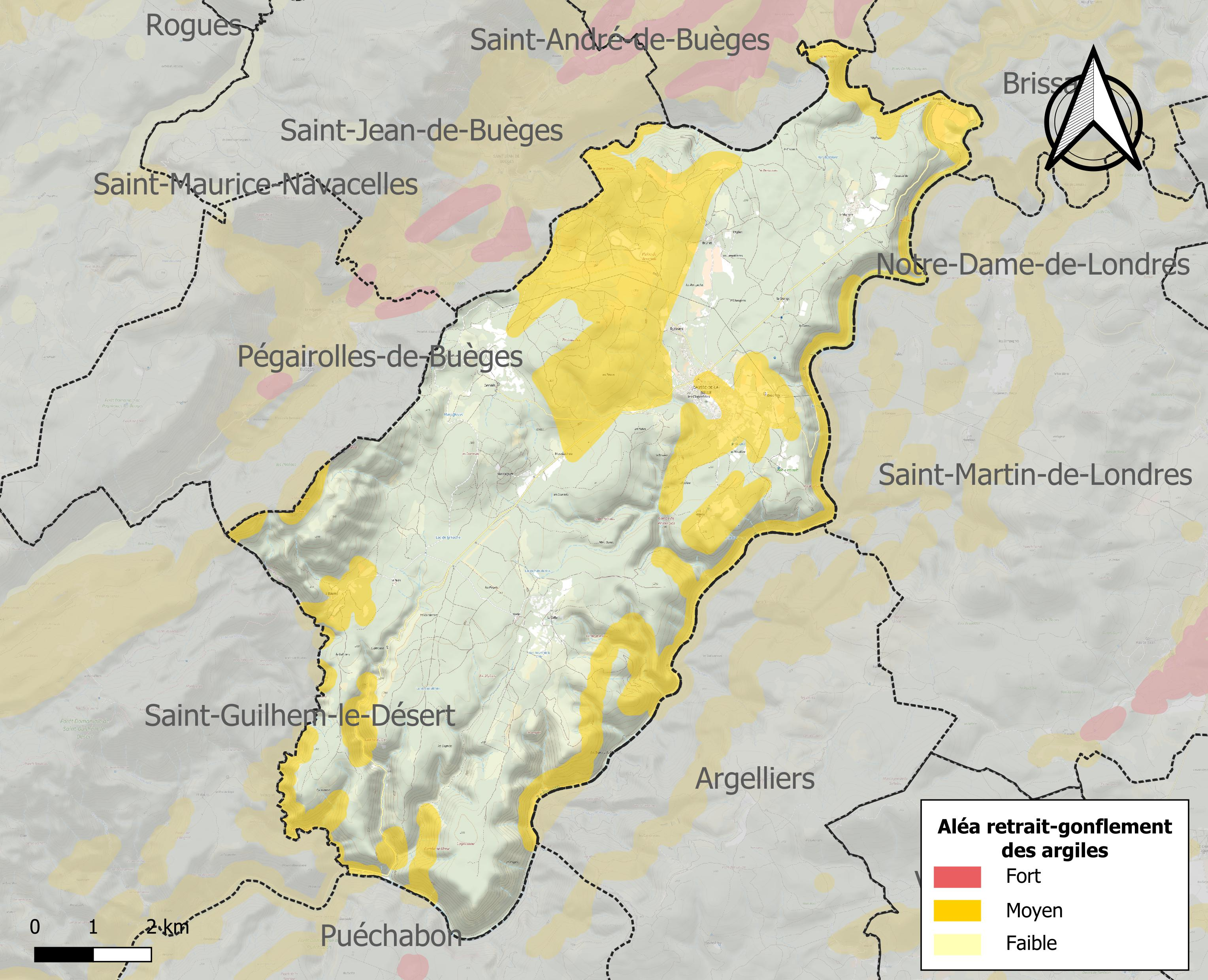
Carte des zones d'aléa retrait-gonflement des sols argileux de Causse-de-la-Selle.

Le retrait-gonflement des sols argileux est susceptible d'engendrer des dommages importants aux bâtiments en cas d’alternance de périodes de sécheresse et de pluie. 30 % de la superficie communale est en aléa moyen ou fort (59,3 % au niveau départemental et 48,5 % au niveau national). Sur les 264 bâtiments dénombrés sur la commune en 2019, 99 sont en aléa moyen ou fort, soit 38 %, à comparer aux 85 % au niveau départemental et 54 % au niveau national. Une cartographie de l'exposition du territoire national au retrait gonflement des sols argileux est disponible sur le site du BRGM,.
Par ailleurs, afin de mieux appréhender le risque d’affaissement de terrain, l'inventaire national des cavités souterraines permet de localiser celles situées sur la commune.

#### Risque particulier
Dans plusieurs parties du territoire national, le radon, accumulé dans certains logements ou autres locaux, peut constituer une source significative d’exposition de la population aux rayonnements ionisants. Certaines communes du département sont concernées par le risque radon à un niveau plus ou moins élevé. Selon la classification de 2018, la commune de Causse-de-la-Selle est classée en zone 2, à savoir zone à potentiel radon faible mais sur lesquelles des facteurs géologiques particuliers peuvent faciliter le transfert du radon vers les bâtiments.

## Politique et administration
| Période                                  | Période | Identité                  | Étiquette | Qualité                    |
| ---------------------------------------- | ------- | ------------------------- | --------- | -------------------------- |
| 1792                                     | 1795    | Joseph Vialla             |           |                            |
| 1795                                     | 1796    | Jean Malabouche           |           |                            |
| 1796                                     | 1798    | Martin Bertrand           |           |                            |
| 1798                                     | 1798    | Jean Joseph Dusfour       |           |                            |
| 1798                                     | 1798    | Jean Malabouche           |           |                            |
| 1798                                     | 1800    | François Mathieu Bertrand |           |                            |
| 1800                                     | 1813    | Pierre Malabouche         |           |                            |
| 1813                                     | 1819    | François Mathieu Bertrand |           |                            |
| 1819                                     | 1833    | Guillaume Dusfour         |           |                            |
| 1833                                     | 1843    | Jacques Vialla            |           |                            |
| 1843                                     | 1848    | François Mathieu Bertrand |           |                            |
| 1848                                     | 1852    | Jacques Vialla            |           |                            |
| 1852                                     | 1875    | Martin Joseph Clauzel     |           |                            |
| 1875                                     | 1876    | Pierre Henri Vialla       |           |                            |
| 1876                                     | 1881    | François Bertrand         |           |                            |
| 1881                                     | 1888    | François Bougette         |           |                            |
| 1888                                     | 1891    | Jacques Viala-Roques      |           |                            |
| 1891                                     | 1892    | Paul Canaguié             |           |                            |
| 1892                                     | 1894    | Pierre Vialla-Saurel      |           |                            |
| 1894                                     | 1912    | Ligori Viala              |           |                            |
| 1912                                     | 1918    | Louis Raymond Vialla      |           |                            |
| 1918                                     | 1919    | Henri Albe                |           |                            |
| 1919                                     | 1925    | Léon Vignal               |           |                            |
| 1925                                     | 1934    | Joseph Vareilhes          |           |                            |
| 1934                                     | 1935    | Alexandre Lalèque         |           |                            |
| 1935                                     | 1944    | Joseph Clauzel            |           |                            |
| 1944                                     | 1946    | Eugène Alibert            |           |                            |
| 1946                                     | 1971    | Louis Vialla              |           |                            |
| 1971                                     | 1977    | Michel Coulet             |           |                            |
| 1977                                     | 1983    | Maurice Cammal            |           |                            |
| 1983                                     | 2025    | Philippe Doutremepuich    | SE        | Retraité Fonction publique |
| Les données manquantes sont à compléter. |         |                           |           |                            |

## Démographie
L'évolution du nombre d'habitants est connue à travers les recensements de la population effectués dans la commune depuis 1793. Pour les communes de moins de 10 000 habitants, une enquête de recensement portant sur toute la population est réalisée tous les cinq ans, les populations de référence des années intermédiaires étant quant à elles estimées par interpolation ou extrapolation. Pour la commune, le premier recensement exhaustif entrant dans le cadre du nouveau dispositif a été réalisé en 2006.

En 2022, la commune comptait 443 habitants, en évolution de +16,89 % par rapport à 2016 (Hérault : +7,49 %, France hors Mayotte : +2,11 %).
| 1793 | 1800 | 1806 | 1821 | 1831 | 1836 | 1841 | 1846 | 1851 |
| ---- | ---- | ---- | ---- | ---- | ---- | ---- | ---- | ---- |
| 495  | 398  | 485  | 539  | 532  | 580  | 591  | 565  | 576  |

| 1856 | 1861 | 1866 | 1872 | 1876 | 1881 | 1886 | 1891 | 1896 |
| ---- | ---- | ---- | ---- | ---- | ---- | ---- | ---- | ---- |
| 563  | 550  | 525  | 535  | 517  | 530  | 487  | 467  | 490  |

| 1901 | 1906 | 1911 | 1921 | 1926 | 1931 | 1936 | 1946 | 1954 |
| ---- | ---- | ---- | ---- | ---- | ---- | ---- | ---- | ---- |
| 465  | 426  | 374  | 292  | 298  | 265  | 282  | 249  | 204  |

| 1962 | 1968 | 1975 | 1982 | 1990 | 1999 | 2006 | 2011 | 2016 |
| ---- | ---- | ---- | ---- | ---- | ---- | ---- | ---- | ---- |
| 184  | 169  | 188  | 171  | 194  | 291  | 318  | 344  | 379  |

| 2021 | 2022 | - | - | - | - | - | - | - |
| ---- | ---- | - | - | - | - | - | - | - |
| 429  | 443  | - | - | - | - | - | - | - |

## Économie

### Revenus
En 2018, la commune compte 174 ménages fiscaux, regroupant 400 personnes. La médiane du revenu disponible par unité de consommation est de 20 520 € (20 330 € dans le département).

### Emploi
|                | 2008   | 2013   | 2018   |
| -------------- | ------ | ------ | ------ |
| Commune        | 7,4 %  | 10,1 % | 11,5 % |
| Département    | 10,1 % | 11,9 % | 12 %   |
| France entière | 8,3 %  | 10 %   | 10 %   |

En 2018, la population âgée de 15 à 64 ans s'élève à 227 personnes, parmi lesquelles on compte 75,7 % d'actifs (64,2 % ayant un emploi et 11,5 % de chômeurs) et 24,3 % d'inactifs,. En  2018, le taux de chômage communal (au sens du recensement) des 15-64 ans est inférieur à celui du département, mais supérieur à celui de la France, alors qu'en 2008 il était inférieur à celui de la France.
La commune fait partie de la couronne de l'aire d'attraction de Montpellier, du fait qu'au moins 15 % des actifs travaillent dans le pôle,. Elle compte 62 emplois en 2018, contre 40 en 2013 et 42 en 2008. Le nombre d'actifs ayant un emploi résidant dans la commune est de 151, soit un indicateur de concentration d'emploi de 40,9 % et un taux d'activité parmi les 15 ans ou plus de 55,1 %.
Sur ces 151 actifs de 15 ans ou plus ayant un emploi, 45 travaillent dans la commune, soit 30 % des habitants. Pour se rendre au travail, 86,2 % des habitants utilisent un véhicule personnel ou de fonction à quatre roues, 2,1 % les transports en commun, 5,5 % s'y rendent en deux-roues, à vélo ou à pied et 6,2 % n'ont pas besoin de transport (travail au domicile).

### Activités hors agriculture
32 établissements sont implantés  à Causse-de-la-Selle au 31 décembre 2019. Le tableau ci-dessous en détaille le nombre par secteur d'activité et compare les ratios avec ceux du département,.
| Secteur d'activité                                                                                        | Commune | Commune | Département |
| Secteur d'activité                                                                                        | Nombre  | %       | %           |
| --- | ------- | ------- | ----------- |
| Ensemble                                                                                                  | 32      |         |             |
| Industrie manufacturière, industries extractives et autres                                                | 6       | 18,8 %  | (6,7 %)     |
| Construction                                                                                              | 5       | 15,6 %  | (14,1 %)    |
| Commerce de gros et de détail, transports, hébergement et restauration                                    | 11      | 34,4 %  | (28 %)      |
| Information et communication                                                                              | 2       | 6,3 %   | (3,3 %)     |
| Activités immobilières                                                                                    | 1       | 3,1 %   | (5,3 %)     |
| Activités spécialisées, scientifiques et techniques et activités de services administratifs et de soutien | 3       | 9,4 %   | (17,1 %)    |
| Administration publique, enseignement, santé humaine et action sociale                                    | 2       | 6,3 %   | (14,2 %)    |
| Autres activités de services                                                                              | 2       | 6,3 %   | (8,1 %)     |

Le secteur du commerce de gros et de détail, des transports, de l'hébergement et de la restauration est prépondérant sur la commune puisqu'il représente 34,4 % du nombre total d'établissements de la commune (11 sur les 32 entreprises implantées  à Causse-de-la-Selle), contre 28 % au niveau départemental.

### Agriculture
|               | 1988 | 2000  | 2010  | 2020 |
| ------------- | ---- | ----- | ----- | ---- |
| Exploitations | 16   | 11    | 12    | 7    |
| SAU (ha)      | 907  | 1 052 | 1 001 | 436  |

La commune est dans les Garrigues, une petite région agricole occupant une partie du centre et du nord-est du département de l'Hérault. En 2020, l'orientation technico-économique de l'agriculture  sur la commune est la polyculture et/ou le polyélevage. Sept exploitations agricoles ayant leur siège dans la commune sont dénombrées lors du recensement agricole de 2020 (16 en 1988). La superficie agricole utilisée est de 436 ha,,.

## Culture locale et patrimoine

### Lieux et monuments
- Tour de la Liquisse.
- Église de l'Assomption-de-Notre-Dame de Causse-de-la-Selle.

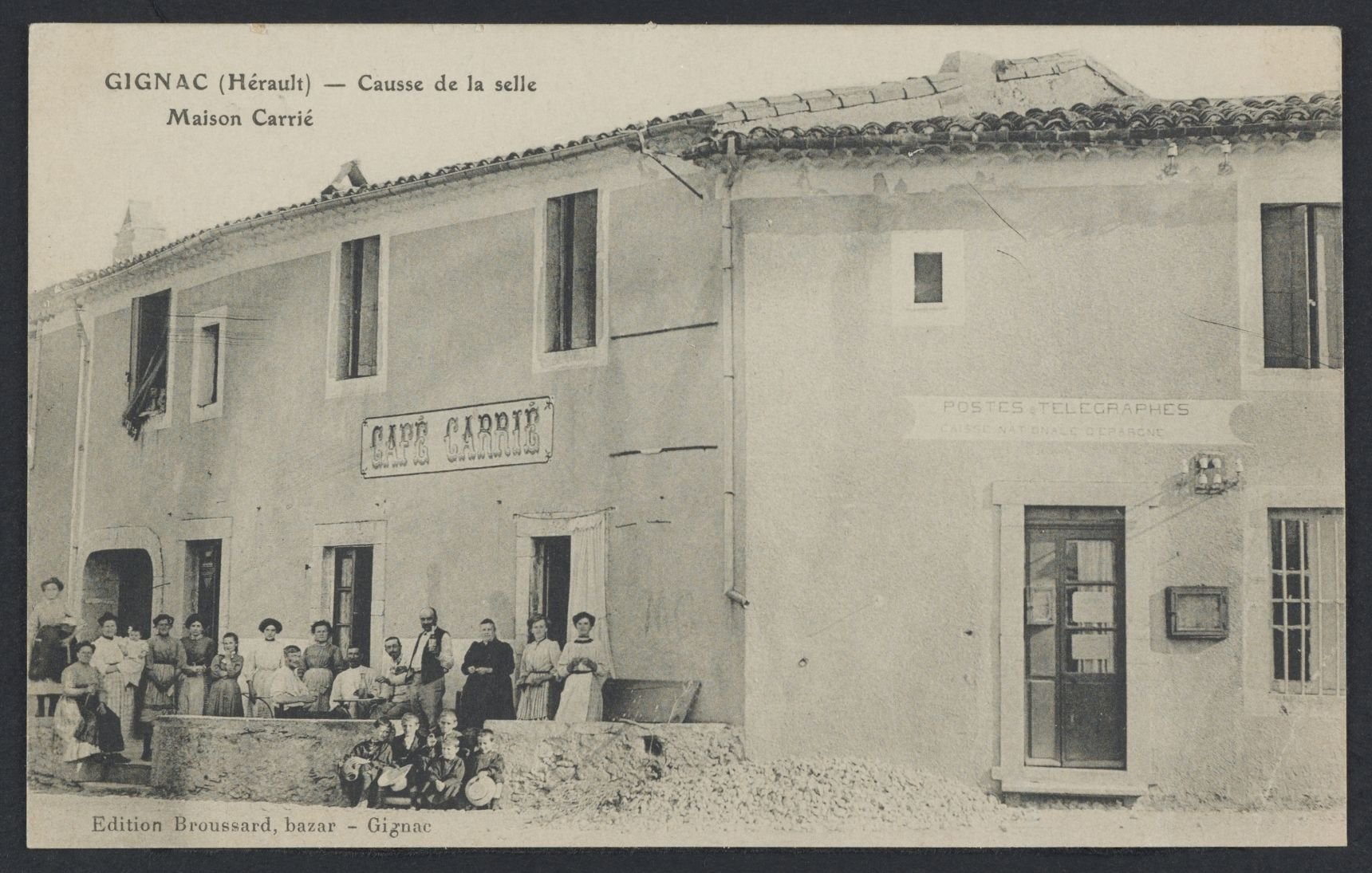
Carte postale de la maison Carrié (1911).

### Fonds d'archives
- Fonds : Archives communales déposées de Causse-de-la-Selle (1646-1882) [0,75 ml].  Cote : 60 EDT. Montpellier : Archives départementales de l'Hérault (présentation en ligne).